# Acrocephalus
Genre
Le genre Acrocephalus comprend 42 espèces d'oiseaux de la famille des Acrocephalidae.

## Liste des espèces
D'après la classification de référence (version 14.2, 2024) du Congrès ornithologique international (ordre phylogénique) :
- Acrocephalus griseldis – Rousserolle d'Irak
- Acrocephalus brevipennis – Rousserolle du Cap-Vert
- Acrocephalus rufescens – Rousserolle des cannes
- Acrocephalus gracilirostris – Rousserolle à bec fin
- Acrocephalus newtoni – Rousserolle de Newton
- Acrocephalus sechellensis – Rousserolle des Seychelles
- Acrocephalus rodericanus – Rousserolle de Rodrigues
- Acrocephalus arundinaceus – Rousserolle turdoïde
- Acrocephalus orientalis – Rousserolle d'Orient
- Acrocephalus stentoreus – Rousserolle stentor
- Acrocephalus australis – Rousserolle d'Australie
- Acrocephalus familiaris – Rousserolle obscure
- †Acrocephalus luscinius – Rousserolle rossignol
- Acrocephalus hiwae – Rousserolle de Saipan
- †Acrocephalus nijoi – Rousserolle d'Aguijan
- †Acrocephalus yamashinae – Rousserolle de Pagan
- †Acrocephalus astrolabii – Rousserolle de l'Astrolabe
- Acrocephalus rehsei – Rousserolle de Nauru
- Acrocephalus syrinx – Rousserolle des Carolines
- Acrocephalus aequinoctialis – Rousserolle de la Ligne
- Acrocephalus percernis – Rousserolle de Nuku Hiva
- Acrocephalus caffer – Rousserolle à long bec
- †Acrocephalus longirostris – Rousserolle de Moorea
- †Acrocephalus musae – Rousserolle de Raiatea
- Acrocephalus mendanae – Rousserolle des Marquises
- Acrocephalus atyphus – Rousserolle des Touamotou
- Acrocephalus kerearako – Rousserolle des Cook
- Acrocephalus rimitarae – Rousserolle de Rimatara
- Acrocephalus taiti – Rousserolle de Henderson
- Acrocephalus vaughani – Rousserolle des Pitcairn
- Acrocephalus bistrigiceps – Rousserolle de Schrenck
- Acrocephalus melanopogon – Lusciniole à moustaches
- Acrocephalus paludicola – Phragmite aquatique
- Acrocephalus schoenobaenus – Phragmite des joncs
- Acrocephalus sorghophilus – Rousserolle sorghophile
- Acrocephalus concinens – Rousserolle de Swinhoe
- Acrocephalus tangorum – Rousserolle mandchoue
- Acrocephalus orinus – Rousserolle à grand bec
- Acrocephalus agricola – Rousserolle isabelle
- Acrocephalus dumetorum – Rousserolle des buissons
- Acrocephalus scirpaceus – Rousserolle effarvatte
- Acrocephalus palustris – Rousserolle verderolle

Parmi celles-ci, six espèces sont éteintes.